# Солук Михайло Іванович
Солук Михайло Іванович (псевдо:«Дон»; 1920, с. Новосілка, тепер Підгаєцька міська громада, Тернопільська область – 23 лютого 1947, с. Загайці, Підгаєцька міська громада, Тернопільська область) — зв’язковий Подільського крайового проводу ОУН, Лицар Бронзового хреста бойової заслуги.

## Життєпис
За фахом — тракторист. Член ОУН із 1939 р. 
В лавах УПА з весни 1944 р. Командир рою, а відтак командир чоти сотні УПА «Лісовики» (04.1944-1946), зв’язковий Подільського крайового проводу ОУН (1946-02.1947). 
Загинув у бою з військами МДБ. Будучи важко пораненим застрелився, щоб живим не потрапити в руки ворога. Вістун (?), старший вістун (1.12.1945); булавний (1.09.1946) УПА.

## Нагороди
- Згідно з Наказом військового штабу воєнної округи 3 «Лисоня» ч. 1/48 від 30.06.1948 р. зв’язковий Подільського крайового проводу ОУН Михайло Солук – «Дон» нагороджений Бронзовим хрестом бойової заслуги УПА за ряд бойових операцій, зокрема: «а) на засідці зліквідував начальство Монастириського р-ну; б) наскок на Підгайці (4 бойовики), вбиваючи лейт[енанта] НКВД; в) відбив родину виселювану на Сибір; г) виконав атентат на нач[альника] и[стрєбітєльного] б[атальйона]», Срібною зіркою за рани (1.12.1945).